# Пудовня
Пу́довня (бел. Пудаўня) — агрогородок в составе Черневского сельсовета Дрибинского района Могилёвской области Республики Беларусь.

## Географическое положение
Расположен на реке Реста.

## Население
- 1999 год — 1298 человек
- 2010 год — 1022 человека
- 2018 год — 2378 человек